# Thomas S. Kaplan
Thomas Scott Kaplan (geboren am 14. September 1962 in New York City) ist ein US-amerikanischer Unternehmer, Investor, Philanthrop und Kunstsammler.
Während seines Studiums der Geschichte an der University of Oxford erstellte Kaplan bereits Analysen börsennotierter Unternehmen. Nach dem Studium stieg er mit Risikokapital von George Soros in das Rohstoffgeschäft ein. Durch eine Reihe erfolgreicher Investments, die Kaplan jeweils mit Gewinn beendete, wurde er 2003 Milliardär und trat seither in mehreren Feldern als Mäzen und Stifter in Erscheinung.
Kaplan interessierte sich seit seiner Kindheit für Großkatzen und den Artenschutz, und er bewunderte den niederländischen Maler Rembrandt van Rijn und sein Werk. Seit 2006 unterstützen Kaplan und seine Ehefrau Daphne Recanati in erheblichem Umfang gemeinnützige Organisationen, die sich für den Schutz der Großkatzen und anderer bedrohter Tiergruppen einsetzen. Mit ihrer Leiden Collection ist das Ehepaar Kaplan-Recanati Besitzer der größten privaten Sammlung niederländischer Malerei und der Werke Rembrandts.
Kaplan ist Mitglied des US-amerikanischen Think Tanks Council on Foreign Relations und des internationalen Beirats des Belfer Center for Science and International Affairs der Harvard University. Seit 2017 ist er Gründungsvorsitzender der International Alliance for the Protection of Heritage in Conflict Areas (ALIPH), einer in Genf ansässigen und auf Initiative von Frankreich und den Vereinigten Arabischen Emiraten gegründeten Organisation zum Schutz von Kulturgütern in bewaffneten Konflikten.

## Leben

### Jugend und Familie
Thomas Kaplan wuchs als Sohn von Jason „Jay“ Kaplan und Lillian Jean Berger in einer jüdischen Familie in Fort Lauderdale, Florida auf. Bereits als Schüler spürte er den Fährten von Rotluchsen nach und interessierte sich für die Fauna seiner Heimat und ihren Schutz. Mit sechs Jahren entwickelte er nach dem Besuch des Metropolitan Museum of Art und der Betrachtung von Rembrandt van Rijns Gemälde Aristoteles mit einer Büste von Homer ein großes Interesse am Werk des niederländischen Malers. Zwei Jahre später wählte er auf Anfrage seiner Eltern Amsterdam als Ziel für eine Urlaubsreise.
Einen Teil seiner Schulausbildung absolvierte Kaplan auf einem Schweizer Internat. An der University of Oxford erwarb er Abschlüsse als Bachelor, Master und 1993 einen Ph.D. in Geschichtswissenschaften. Kaplans Dissertation behandelte die britische Aufstandsbekämpfung in der Föderation Malaya während des Kalten Krieges, und die Auswirkungen des Handels mit Gummi und Erzen auf die Politik.
Kaplan lernte 1991 während einer Geschäftsreise nach Israel Daphne Recanati kennen, die das gleiche Schweizer Internat wie er selbst besucht hatte. Recanati ist eine Tochter der israelischen Künstlerin Mira Recanati und des israelischen Unternehmers und Philanthropen Leon Recanati. Das Paar heiratete im November 1999 und hat drei Kinder.

### Unternehmer
Während seines Doktorandenstudiums erstellte Kaplan Analysen von israelischen Unternehmen, die in den Vereinigten Staaten börsennotiert waren. Durch seine spätere Schwiegermutter Mira Recanati lernte er den israelischen Investor Avi Tiomkin kennen, der ihn 1991 als Juniorpartner in sein Unternehmen aufnahm. Als Tiomkin sich 1993 dazu entschloss, seine Investments auf Israel zu konzentrieren, verließ Kaplan das Unternehmen und machte sich selbstständig.
Angeregt durch Marc Faber, der Edelmetalle als Versicherung gegen die Geldpolitik der Zentralbanken ansah, konzentrierte Kaplan sich auf Investitionen in den Rohstoffsektor. 1993 gründete er mit Kapital von George Soros die Apex Silver Mines, um von der Kluft zwischen Angebot und Nachfrage auf den Metallmärkten zu profitieren. Apex Silver Mines entwickelte sich rasch zu einer international tätigen Schürf- und Entwicklungsgesellschaft mit Produktionsschwerpunkten bei Silber, Zink und Blei. Während Kaplans Zeit als Vorsitzender und CEO des Unternehmens wurde im bolivianischen San Cristóbal ein Schürfgebiet für Silber, Zink und Blei erschlossen, das zu den größten der Welt gehört. 2004 verließ Kaplan Apex Silver Mines, um sich neuen Projekten zur Exploration zuzuwenden. 2003 wurde ein von Kaplan kontrolliertes Unternehmen der größte Investor der Southern African Resources Plc (später African Platinum Plc). 2007 verkaufte Kaplan seine Anteile im Zuge der Übernahme von African Platinum durch Implats.
Ebenfalls 2003 gründeten Kaplan und sein Neffe Guma Aguiar (geboren 1977, verschollen 2012, für tot erklärt 2015) die Leor Energy, ein in Houston, Texas ansässiges Unternehmen zur Exploration und Ausbeutung von Gasvorkommen in den Vereinigten Staaten. Die Leor Energy wurde rasch das wachstumsstärkste private Unternehmen zur Öl- und Gasexploration der USA. Im November 2007 wurden die wichtigsten Rechte an texanischem Landbesitz und Gasvorkommen für 2,55 Milliarden US-Dollar an eine Tochtergesellschaft der kanadischen Encana Corporation verkauft. Die Geschäftsverbindung Kaplans mit seinem Neffen dauerte fort und endete 2012, als Aguiar im Rahmen eines Rechtsstreits mit Kaplan für unzurechnungsfähig erklärt wurde und am folgenden Tag spurlos von seiner Yacht verschwand.
Seit 2000 hatte Kaplan den Anstieg des Goldpreises vorausgesehen und stark in Gold investiert. Nach dem Verkauf seiner Anteile an African Platinum und Leor Energy konzentrierte er sich auf die Exploration und Förderung von Edelmetallen. Thomas S. Kaplan ist Vorsitzender und CIO von The Electrum Group LLC, einer in New York City ansässigen Gesellschaft für Investment, Unternehmensberatung und Vermögensverwaltung, deren Geschäftstätigkeit sich auf den Sektor der Rohstoffe und anderer natürlicher Ressourcen konzentriert. Das Forbes Magazine führte Kaplan bis 2017 auf seiner Liste The World’s Billionaires.

### Philanthrop

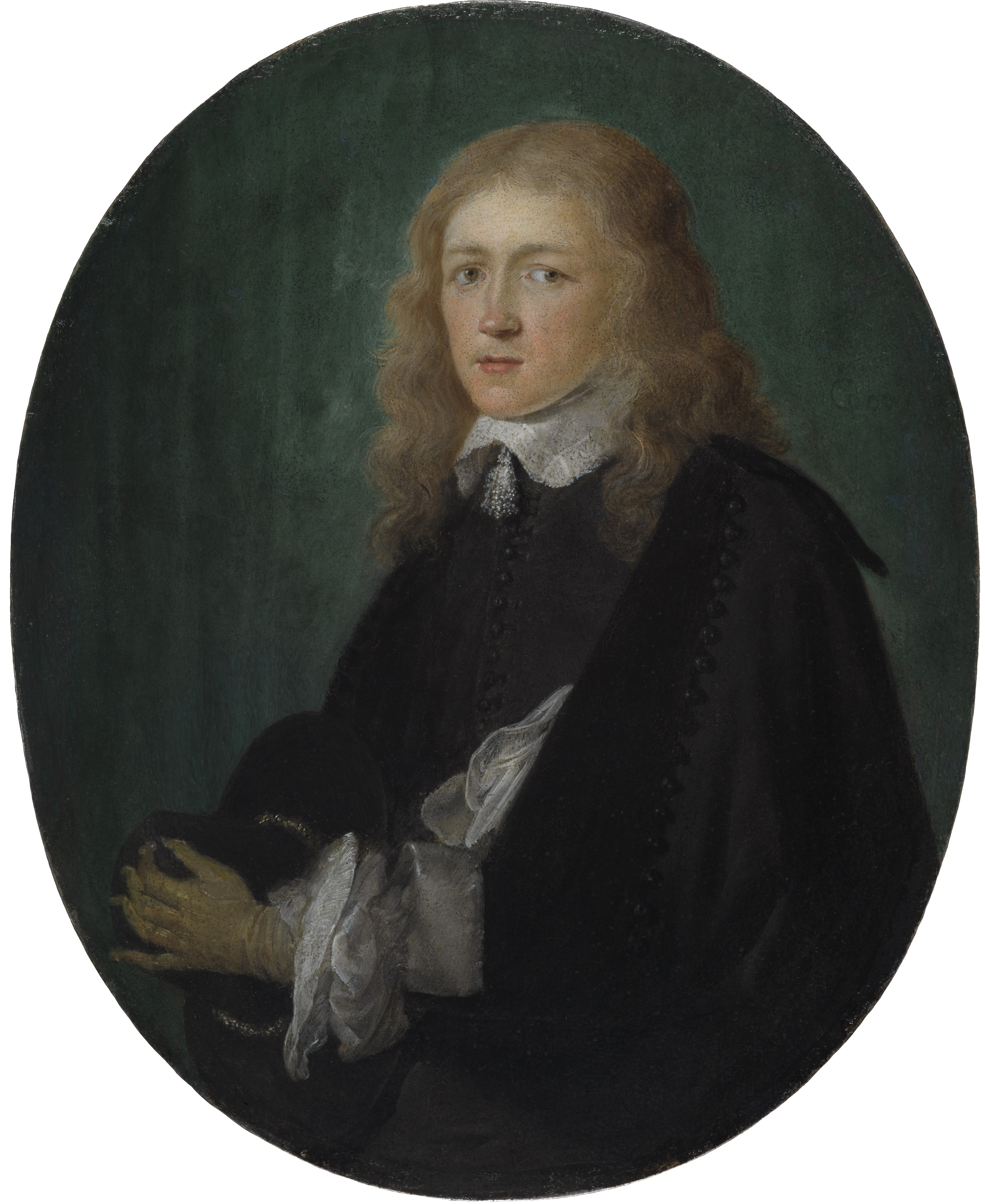
Porträt des Dirck van Beresteyn, Gerard Dou, ca. 1652, Öl auf Silber-Kupfer-Legierung, oval, 10,2 × 8,2 cm, The Leiden Collection

2003 kaufte das Ehepaar Kaplan mit dem Gemälde Porträt des Dirck van Beresteyn von Gerard Dou seinen ersten niederländischen alten Meister. Durch zahlreiche weitere Käufe wurden die Kaplans Eigentümer der größten privaten Sammlung niederländischer Malerei des Goldenen Zeitalters und der Werke Rembrandts. Über mehr als zehn Jahre tauchte das Ehepaar Kaplan auf Kunstauktionen und als Leihgeber für Kunstausstellungen nur anonym und durch Agenten auf. Seit 2017 ist The Leiden Collection in der Öffentlichkeit präsent. In großen internationalen Museen werden Teile der Sammlung ausgestellt, und auf ihrer Website wird die Mehrzahl der Objekte der Sammlung von führenden Kunsthistorikern beschrieben.
2006 gründeten Thomas Kaplan, seine Ehefrau und der US-amerikanische Zoologe Alan Rabinowitz (1953–2018) die gemeinnützige Panthera Corporation zum weltweiten Schutz der Großkatzen und ihrer Lebensräume. Kaplan ist Vorsitzender der Organisation. Gemeinsam mit Daphne Recanati Kaplan unterstützte er die Wildlife Conservation Research Unit der University of Oxford mit einer großzügigen Stiftung. Diese Forschungseinrichtung betreibt Feldstudien, darunter die Langzeitbeobachtung von Cecil und anderen Löwen im Hwange-Nationalpark in Zimbabwe. Die Kaplans gründeten die Orianne Society, deren Aufgabe der Schutz bestandsgefährdeter Amphibien und Reptilien ist. Dazu gehören Schutzmaßnahmen für die Östliche Indigonatter (Drymarchon couperi) und ihre Lebensräume im Südosten der Vereinigten Staaten. Als Teil ihrer Bemühungen finanzierten die Kaplans den Kauf von etwa zehn Quadratkilometer Land am Ocmulgee River im Süden Georgias. Das Orianne Indigo Snake Preserve dient dem Schutz der Winterquartiere der Östlichen Indigonatter.
Kaplan ist Mitglied des US-amerikanischen Think Tanks Council on Foreign Relations und des internationalen Beirats des Belfer Center for Science and International Affairs der Harvard University. Zusammen mit dem damaligen Direktor des Belfer Center, dem Politikwissenschaftler Graham T. Allison, und dem ehemaligen Director of the Central Intelligence Agency David Petraeus richtete Kaplan die Recanati-Kaplan Studienstiftung für in- und ausländische Geheimdienstmitarbeiter ein. Bewerber müssen eine Empfehlung des Leiters ihres Geheimdienstes vorweisen können.
Thomas S. Kaplan war von 2009 bis 2012 Präsident und von 2012 bis 2015 Vorsitzender des Aufsichtsrats des 92nd Street Y (92nd Street Young Men's and Young Women's Hebrew Association), eines bekannten Kultur- und Gemeindezentrums in der Upper East Side von Manhattan.
Zusammen mit seinem Jugendfreund Simon Marsh hat Kaplan zwei historische Supermarine Spitfire gekauft und von einem in Duxford bei Cambridge ansässigen Unternehmen restaurieren lassen. Nach Marshs Tod im Jahr 2015 stiftete Kaplan eine der beiden Maschinen dem Imperial War Museum. Die zweite ließ er von Christie’s in London versteigern. Den Erlös von 3,1 Millionen britischen Pfund spendete er einer Wohltätigkeitsorganisation der Royal Air Force und mehreren Organisationen zur Förderung des Artenschutzes.
Seit 2017 ist Kaplan Vorsitzender der International Alliance for the Protection of Heritage in Conflict Areas (ALIPH), einer in Genf ansässigen und auf Initiative von Frankreich und den Vereinigten Arabischen Emiraten gegründeten Organisation zum Schutz von Kulturgütern in bewaffneten Konflikten. Die Organisation wurde zunächst mit 100 Millionen US-Dollar von privaten Stiftern wie Kaplan, der Mellon Foundation und staatlichen Geldern aus Frankreich, den Vereinigten Arabischen Emiraten und Saudi-Arabien ausgestattet. Die Arbeit der Organisation soll sich gegen die Zerstörung, die Beschädigung oder den Raub von Kulturgütern richten.

## Auszeichnungen
- Ritter der Ehrenlegion (März 2014)[20]
- Kommandeur des Ordre des Arts et des Lettres (März 2017)
- Offizier des Orden von Oranien-Nassau (September 2018)[21]

## Veröffentlichungen
- Thomas Scott Kaplan: In the front line of the Cold War: Britain, Malaya and South-East Asian security, 1948–1955. Ph.D. thesis, University of Oxford, 1993.

### Kunst
- Website der Leiden Collection
- Thomas S. Kaplan: A Portrait in Oil, Website der Leiden Collection (autobiografischer Text über Anfänge und Entwicklung seiner Sammeltätigkeit, englisch)
- Art collector Thomas Kaplan unveils the world’s smallest known Rembrandt painting, Website der BBC, Clip aus der dreiteiligen Fernsehdokumentation Looking for Rembrandt (0:45 min., englisch)

### Artenschutz
- Thomas S. Kaplan, Ph.D., Website der Panthera Corporation, mit Video-Interview (englisch, 3:30 min.) zum Artenschutz
- Disney, Panthera pair up to save African lions, Interview mit Richard Quest über den Schutz der Großkatzen, Quest Means Business vom 16. Juli 2019 (englisch, 5:37 min.)

### Supermarine Spitfire
- Spitfire P9374. The remarkable story of the discovery and reconstruction of a Supermarine Spitfire, Website von Christie’s, dabei ein Video mit Thomas Kaplan (2:04 min., englisch)